# NGC 251
NGC 251 (ook wel PGC 2806, MCG +03-03-003, UGC 490 of ZWG 458.5) is een spiraalvormig sterrenstelsel in het sterrenbeeld Vissen. NGC 251 staat op ongeveer 186 miljoen lichtjaar van de Aarde.
NGC 251 werd op 15 oktober 1784 ontdekt door de Duits-Britse astronoom William Herschel.

## 59 Piscium
Net ten westen van het stelsel NGC 251 bevindt zich, vanaf de aarde gezien, de ster 59 Piscium (magnitude +6), die door amateurastronomen kan aangewend worden als gidsster om het stelsel NGC 251 op te sporen. Net ten westzuidwesten van 59 Piscium is het sterrenstelsel U 477 te vinden (UGC 477 / Uppsala General Catalogue 477).